# Wiktor Wladimirowitsch Ewald
Wiktor Wladimirowitsch Ewald (russisch Ви́ктор Влади́мирович Э́вальд, auch Viktor Ewald; * 27. November 1860 in Sankt Petersburg; † 16. April 1935 in Leningrad) war ein russischer Komponist, Cellist, Ingenieur und Hochschullehrer.

## Leben
Ewald war hauptberuflich Ingenieur, hatte 1895 bis 1915 am Sankt Petersburger Institut für Zivilingenieurwesen eine Professur inne und arbeitete auch nach der Revolution 1917 weiterhin in diesem Beruf. Musik betrieb er als Hobby, hatte allerdings am Konservatorium in St. Petersburg u. a. bei Nikolai Sokolow Komposition studiert. 1893 gewann sein Streichquartett op. 1 einen 3. Preis der Petersburger Quartett-Gesellschaft (Juroren waren u. a. Tschaikowsky und Rimski-Korsakow). Als Cellist wirkte Ewald regelmäßig an den von dem Mäzen Beljajew veranstalteten Quartettabenden Les Vendredis mit. Er nahm überdies an Forschungsreisen in das nördliche Russland teil, um dort Volkslieder zu sammeln.
Aus Ewalds schmalem kompositorischen Œuvre (der auch Tuba spielte) sind heute insbesondere seine Blechbläserquintette bekannt (von denen nur das erste Quintett op. 5 zu seinen Lebzeiten gedruckt wurde, die Nr. 2 op. 6 und Nr. 3 op. 7 blieben bis in die 1970er Jahre Manuskript, eine später als op. 8 publizierte Nr. 4 ist eine Transkription des Streichquartetts op. 1).